# Consistórios de Calisto II
Esta entrada reúne a lista completa dos consistórios para a criação de novos cardeais presididos pelo Papa Calisto II, com a indicação de todos os cardeais criados dos quais há informação documental (35 novos cardeais em 8 consistórios). Os nomes são colocados em ordem de criação.

## 1119
1. Gregorio Albergati, criado cardeal-presbítero de São Lourenço em Lucina (falecido em 1126)
2. Regnier, criado cardeal-diácono (diaconia desconhecida)

## Janeiro de 1120
1. Pierre de Fontaines, criado cardeal-presbítero de São Marcelo (falecido por volta de 1140); beato
2. Roberto, criado cardeal-presbítero de Santa Sabina (falecido em 1122)
3. Adoaldo, criado cardeal-presbítero de Santa Balbina (falecido em 1124)
4. Etienne de Bar, criado cardeal-diácono de Santa Maria em Cosmedin (falecido em dezembro de 1163); beato
5. Ponzio di Melgueil, O.S.B.Clun., criado cardeal-diácono (diaconia desconhecida) (falecido em dezembro de 1125 ou 1126)
6. Baialardo, criado cardeal-diácono (diaconia desconhecida) (falecido entre abril 1130 e 1144)

## Dezembro de 1120
1. Gregório, criado cardeal-presbítero Santa Priscila (falecido em maio de 1121)
2. Aymery de la Châtre, Can.Reg.Lat., Criado cardeal-diácono de Santa Maria da Scala (que morreu talvez em maio de 1141)
3. Estevão, criado cardeal-diácono de Santa Maria em Domnica (falecido em 1122)
4. Gionata, júnior, criou o cardeal-diácono de Santos Cosme e Damião
5. Gerardo, criado cardeal-diácono de Santa Lúcia em Septisolio (falecido em abril de 1129)
6. Gualtiero, criado cardeal-diácono de São Teodoro (falecido no final de 1121 ou antes de 1125)
7. Gregório, criado cardeal-diácono de Santos Vito, Modesto e Crescência (falecido antes de fevereiro de 1130)

## 1120 (mês desconhecido)
1. Luigi Lucidi, criado cardeal-presbítero de São Clemente
2. Ato, criado cardeal-presbítero (título desconhecido)

## Dezembro de 1121
1. Gilles de Paris, O.S.B.Clun., Criado cardeal-bispo de Frascati (falecido em março de 1139)
2. Roberto, criado cardeal-presbítero de Santo Eusébio (falecido em abril de 1123 ou antes de 1127)
3. Pedro, criado cardeal-presbítero Santa Priscila (falecido em 1122)

## 1121 (mês desconhecido)
1. Gregório, criado cardeal-diácono de São Teodoro

## Dezembro de 1122
1. Guillaume, criado cardeal-bispo de Palestrina (falecido em dezembro de 1139)
2. Teobaldo Boccapecci, criado cardeal-presbítero de Santa Anastácia; posteriormente eleito papa com o nome de Celestino II em 15 de dezembro de 1124, a fim de evitar um cisma, ele renunciou ao pontificado em favor de Honório II; não tendo sido consagrado ou entronizado, seu nome não aparece na lista oficial de papas, nem pode ser considerado um antipapa. Guido di Castello teria escolhido para si o nome pontifício de Celestino II em 1143.
3. Gerardo Caccianemici dell'Orso, Can.Reg. S. Maria di Reno; criado cardeal-presbítero de Santa Cruz de Jerusalém; posteriormente eleito Papa Lúcio II em 9 de março de 1144; morreu em fevereiro de 1145
4. Pedro, criado cardeal-presbítero dos Santos Nereu e Aquileu (falecido em 1128)
5. Gregorio Conti, criado cardeal-presbítero dos Santos Doze Apóstolos; eleito Antipapa Victor IV em meados de março de 1138; depois de ter renunciado suas reivindicações graças a São Bernardo de Claraval e homenageando o Papa Inocêncio II, ele foi restaurado por seu cardeal na dignidade de maio de 1138 (faleceu por volta de 1140).
6. Pietro Cariaceno, criado cardeal-presbítero dos Santos Silvestre e Martinho nos Montes (falecido em 1138)
7. Giovanni Dauferio, criado cardeal-diácono de São Nicolau no Cárcere (falecido em 1135)
8. Gregorio Tarquini, criado cardeal-diácono dos Santos Sérgio e Baco (falecido entre junho e setembro de 1145)
9. Uberto, criado cardeal-diácono de Santa Maria em Via Lata (falecido por volta de 1125)
10. Matteo, criado cardeal-diácono de Santo Adriano no Fórum (falecido em 1126)
11. Gregório, criado cardeal-diácono de Santa Lúcia em Septisolio (falecido em 1130)
12. Angelo, criado cardeal-diácono de Santa Maria em Domnica

## 1123
1. Johannes, criado cardeal-presbítero de São João e São Paulo (falecido em 1125)
2. Ugo Lectifredo, criado cardeal-presbítero dos Santos Vital, Valéria, Gervásio e Protásio (falecido no final de 1140)